# 田村熙
田村 熙（たむら ひかる、1993年9月12日 - ）は、ジャパンラグビーリーグワン浦安D-Rocksに所属するラグビー選手。

## プロフィール
- 愛知県岡崎市出身。
- ポジションはスタンドオフ(SO)。
- 身長 175 cm、体重 89 kg
- ニックネームはひかる。
- ジュニア・ジャパンに選ばれたことがある[1]。
- 父の誠もラグビー選手（元トヨタ自動車[2]）。兄の優もラグビー選手（横浜キヤノンイーグルス[3]）。

## 略歴
16歳からラグビーを始めた。
2012年、國學院栃木高校卒業後、明治大学に入る。なお國學院栃木高校時代、高校日本代表候補に選ばれたことがある。
2016年、明治大学卒業後、東芝ブレイブルーパス(現・東芝ブレイブルーパス東京)に加入。同年8月27日に行われたジャパンラグビートップリーグ第1節のクボタスピアーズ戦に先発出場で公式戦初出場を果たす。 また同年12月にはスーパーラグビーサンウルブズの2017年スコッドに入った。
2017年、サントリーサンゴリアス(現・東京サントリーサンゴリアス)に加入。しかし前所属チームからリリースレター（移籍承諾書）が出なかったので同年度のトップリーグ公式戦出場はならなかった。
2023年6月、浦安D-Rocksに加入。